# Référendums irlandais de 2001
Trois référendums ont lieu en Irlande le 7 juin 2001 afin de modifier la Constitution :
- abolition de la peine de mort ;
- ratification de la création de la Cour pénale internationale ;
- ratification du traité de Nice.